# Campeonato Sudamericano Femenino de Fútbol Sub-20
El Campeonato Sudamericano Femenino Sub-20 (en portugués Campeonato Sul-Americano de Futebol Feminino Sub-20), llamado oficialmente Conmebol Sudamericano Sub-20 Femenino es una competición internacional de fútbol para mujeres con 20 años o menos. Su organización está a cargo de la Confederación Sudamericana de Fútbol (Conmebol). A partir de 2024, el torneo clasifica a los 4 primeros del hexagonal final a la Copa Mundial Femenina de Fútbol Sub-20.

## Resultados
| 2004 Detalle | Brasil    | Brasil                     | Lig.                       | Paraguay                   | Ecuador                    | Lig.                       | Bolivia                    |                            |                            |
| 2006 Detalle | Chile     | Brasil                     | Lig.                       | Argentina                  | Paraguay                   | Lig.                       | Perú                       |                            |                            |
| 2008 Detalle | Brasil    | Brasil                     | Lig.                       | Argentina                  | Paraguay                   | Lig.                       | Chile                      |                            |                            |
| 2010 Detalle | Colombia  | Brasil                     | 2:0                        | Colombia                   | Paraguay                   | 6:0                        | Chile                      |                            |                            |
| 2012 Detalle | Brasil    | Brasil                     | Lig.                       | Argentina                  | Colombia                   | Lig.                       | Paraguay                   |                            |                            |
| 2014 Detalle | Uruguay   | Brasil                     | Lig.                       | Paraguay                   | Colombia                   | Lig.                       | Bolivia                    |                            |                            |
| 2015 Detalle | Brasil    | Brasil                     | Lig.                       | Venezuela                  | Colombia                   | Lig.                       | Argentina                  |                            |                            |
| 2018 Detalle | Ecuador   | Brasil                     | Lig.                       | Paraguay                   | Colombia                   | Lig.                       | Venezuela                  |                            |                            |
| 2020 Detalle | Argentina | Cancelada en la fase final | Cancelada en la fase final | Cancelada en la fase final | Cancelada en la fase final | Cancelada en la fase final | Cancelada en la fase final | Cancelada en la fase final | Cancelada en la fase final |
| 2022 Detalle | Chile     | Brasil                     | Lig.                       | Colombia                   | Uruguay                    | Lig.                       | Venezuela                  |                            |                            |
| 2024 Detalle | Ecuador   | Brasil                     | Lig.                       | Paraguay                   | Colombia                   | Lig.                       | Argentina                  |                            |                            |

## Palmarés
| Equipo    | Campeón                                                         | Subcampeón                 | Tercer lugar                     | Cuarto lugar   |
| --------- | --------------------------------------------------------------- | -------------------------- | -------------------------------- | -------------- |
| Brasil    | 10 (2004, 2006, 2008, 2010, 2012, 2014, 2015, 2018, 2022, 2024) |                            |                                  |                |
| Paraguay  |                                                                 | 4 (2004, 2014, 2018, 2024) | 3 (2006, 2008, 2010)             | 1 (2012)       |
| Argentina |                                                                 | 3 (2006, 2008, 2012)       |                                  | 2 (2015, 2024) |
| Colombia  |                                                                 | 2 (2010, 2022)             | 5 (2012, 2014, 2015, 2018, 2024) |                |
| Venezuela |                                                                 | 1 (2015)                   |                                  | 2 (2018, 2022) |
| Ecuador   |                                                                 |                            | 1 (2004)                         |                |
| Uruguay   |                                                                 |                            | 1 (2022)                         |                |
| Chile     |                                                                 |                            |                                  | 2 (2008, 2010) |
| Bolivia   |                                                                 |                            |                                  | 2 (2004, 2014) |
| Perú      |                                                                 |                            |                                  | 1 (2006)       |

## Selecciones de la Conmebol participantes en la Copa Mundial Femenina de Fútbol sub-20
| País      | Part. | Mundiales                                                                    |
| --------- | ----- | ---------------------------------------------------------------------------- |
| Brasil    | 11    | 2002Nota 1, 2004Nota 1, 2006, 2008, 2010, 2012, 2014, 2016, 2018, 2022, 2024 |
| Argentina | 4     | 2006, 2008, 2012, 2024                                                       |
| Colombia  | 3     | 2010, 2022, 2024                                                             |
| Paraguay  | 3     | 2014, 2018, 2024                                                             |
| Venezuela | 2     | 2016, 2024                                                                   |
| Chile     | 1     | 2008                                                                         |
| Uruguay   | 0     |                                                                              |
| Ecuador   | 0     |                                                                              |
| Bolivia   | 0     |                                                                              |
| Perú      | 0     |                                                                              |

Nota 1: Clasificado a la Copa Mundial Femenina de Fútbol Sub-19.

## Tabla estadística
Actualizado hasta el Campeonato Sudamericano Femenino Sub-20 de 2024
| Equipo | Equipo    | Pts | PJ | PG | PE | PP | GF  | GC  | Dif  |
| ------ | --------- | --- | -- | -- | -- | -- | --- | --- | ---- |
| 1      | Brasil    | 188 | 67 | 61 | 5  | 1  | 244 | 22  | +222 |
| 2      | Colombia  | 109 | 53 | 33 | 10 | 10 | 106 | 68  | +38  |
| 3      | Paraguay  | 109 | 62 | 33 | 10 | 19 | 130 | 101 | +29  |
| 4      | Argentina | 79  | 55 | 22 | 13 | 20 | 82  | 68  | +14  |
| 5      | Venezuela | 62  | 52 | 17 | 11 | 24 | 75  | 93  | -18  |
| 6      | Ecuador   | 48  | 41 | 15 | 3  | 23 | 58  | 77  | -19  |
| 7      | Chile     | 47  | 41 | 14 | 5  | 24 | 61  | 85  | -24  |
| 8      | Uruguay   | 34  | 41 | 10 | 4  | 27 | 56  | 110 | -54  |
| 9      | Bolivia   | 27  | 44 | 7  | 6  | 31 | 40  | 128 | -88  |
| 10     | Perú      | 26  | 42 | 7  | 5  | 34 | 37  | 138 | -101 |